# Mujer dormida
Mujer dormida (« Femme endormie ») est une peinture réalisée par Francisco de Goya entre 1790 et 1793 dans le cadre d'une commande pour Sebastián Martínez y Pérez, commerçant, Lumière et ami de Goya. Le succès de cette commande, et en particulier de Femmes conversant, aurait poussé Goya à entreprendre la septième série de cartons pour tapisserie destinée au bureau de Charles IV dans le palais de l'Escurial, alors qu'il y était réticent.

## Contexte de l'œuvre
Goya reçoit le titre de peintre de la chambre du roi en 1789 après avoir réalisé des portraits de grande qualité des nouveaux monarques — et anciens princes des Asturies aux palais desquels étaient envoyés les cartons de tapisserie —, Charles IV et Marie-Louise de Bourbon-Parme, héritiers de Charles III. Conscient de ses nouvelles responsabilités, il refuse dans un premier temps de peindre de nouveaux cartons.
Depuis la mort de Charles III, la réalisation de cartons pour tapisserie est suspendue — bien que la Fabrique royale laisse entendre qu'elle permettra « qu'on sorte des dessins qui plaisent, et se distinguent par le bon goût », et le Pardo est délaissé par les princes devenus rois, faisant de l'Escurial leur Site royal favori. Le 20 avril 1790, les peintres de la cour reçoivent un communiqué où il est écrit que « le Roi a décidé de déterminer les thèmes champêtres et cocasses comme étant ceux qu'il veut représentés sur les tapisseries ». Goya fait partie de cette liste des artistes qui vont s'employer à décorer l'Escurial. Cependant, étant peintre de la chambre du roi, il refuse dans un premier temps de commencer une nouvelle série, considérant cela comme un travail trop artisanal, lui qui pense s'être séparé de la corporation des peintres de carton.
Mujer dormida ferait partie, avec Femmes conversant et El Sueño d'une commande pour Sebastián Martínez y Pérez, commerçant, Lumière et ami de Goya. Le succès de cette série, et en particulier de Femmes conversant, aurait poussé Goya à entreprendre la septième série de cartons pour tapisserie destinée au bureau de Charles IV dans le palais de l'Escurial, alors qu'il y était réticent.

## Analyse
Une femme est allongée de côté, et dort en appuyant la tête sur sa main droite, tandis que la gauche est cachée derrière le corps. Elle porte une robe claire et décolletée, montrant la volonté de Goya d'insister sur le visage et la poitrine de la femme. Une couverture semble couvrir les jambes jusqu'aux hanches.
La lumière est utilisée pour proposer un parallélisme entre cette œuvre et Femmes conversant. Il semblerait que Goya propose une nouvelle perspective de femme endormie, en relation avec l'autre tableau. Tant pour la posture que pour les vêtements, Gudiol rapproche ce tableau avec Portrait de la marquise de Santa Cruz et les majas. Il existe par ailleurs quelque concomitance entre Mujer dormida et María Magdalena de Gaspar Becerra, dont Goya se serait inspiré pour la posture ainsi que pour l'illumination.